# P-xilen
p-xilenul (1,4-xilenul) este un compus organic, un xilen cu formula chimică C6H4(CH3)2. Este un dimetilbenzen, cu grupele metil în pozițiile 1 și 4 pe nucleul aromatic. Este un lichid incolor, uleios și inflamabil.

## Proprietăți
p-xilenul este utilizat industrial în obținerea acidului tereftalic, utilizat în industria polimerilor, pentru obținreea PET. Conversia sa la acid tereftalic este o oxidare catalitică: